# Ecobank
Ecobank, el nom oficial del qual és Ecobank Transnational Inc. (ETI), però que també és conegut com a Ecobank Transnational, és un conglomerat d'empreses bancàries panafricà, que fa operacions bancàries en 36 estats africans. És el grup bancari regional independent líder a Àfrica Occidental i Àfrica central, que aten a clients majoristes i minoristes. També manté filials a Àfrica oriental, així com a Àfrica del Sud. L'ETI té oficines de representació a Angola, Xina, Dubai, França, Sud-àfrica i al Regne Unit.

## Informació general
L'ETI és un gran proveïdor de serveis financers amb oficines a 39 països d'arreu del món i presència en 36 estats de l'Àfrica Subsahariana països. El desembre de 2012, la base de clients d'ETI s'estimava en 13,7 milions, amb 9,6 milions (70,2%) a Nigèria, la nació més poblada del continent. En aquest moment, els actius totals del grup arribaven a un valor de 20.000 milions US $, amb un patrimoni accionarial de 2.176 milions US $. La xarxa d'oficines d'ETI suma 1,.305, amb 1,981 xarxes de caixers automàtics. El banc té 19,565 treballadors en 39 països a Africa, Àsia i Europa a finals de març de 2014.

## Xarxa del grup
En juliol de 2014 Ecobank Transnational feia operacions bancàries en 36 estats africans, i tenia oficines representatives a Angola, Beijing, Dubai, Etiòpia, Sud-àfrica i el regne Unit:
Ecobank Transnational té filials bancàries operatives en els següents països, en juliol de 2013::
Àfrica
- Ecoboank Angola - (oficina representativa a Luanda)
- Ecobank Benin
- Ecobank Burkina Faso
- Ecobank Burundi
- Ecobank Cameroon
- Ecobank Cape Verde
- Ecobank Central African Republic
- Ecobank Chad
- Ecobank Congo Brazzaville
- Ecobank Côte d'Ivoire
- Ecobank Democratic Republic of the Congo
- Ecobank Ethiopia - (oficina representativa a Addis Ababa)
- Ecobank Equatorial Guinea
- Ecobank Gabon
- Ecobank Gambia
- Ecobank Ghana
- Ecobank Guinea
- Ecobank Guinea-Bissau
- Ecobank Kenya
- Ecobank Liberia
- Ecobank Malawi
- Ecobank Mali
- Ecobank Mozambique
- Ecobank Niger
- Ecobank Nigeria (inclou Oceanic Bank)[3]
- Ecobank Rwanda
- Ecobank São Tomé and Príncipe
- Ecobank Senegal
- Ecobank Sierra Leone
- Ecobank South Africa (Oficina representativa a Johannesburg)
- Ecobank South Sudan[4]
- Ecobank Tanzania[5]
- Ecobank Togo
- Ecobank Uganda
- Ecobank Zambia[6]
- Ecobank Zimbabwe

Fora d'Àfrica
- París, França - Oficina afiliada
- Londres, Regne Unit - Oficina representativa
- Dubai, Emirats Àrabs Units - Oficina representativa
- Beijing, Xina - Oficina representativa

## Història
ETI, una societat anònima, es va establir com a grup d'empreses bancari en 1985 sota una iniciativa del sector privat encapçalada per la Federació de Cambres de Comerç i Indústria d'Àfrica Occidental, amb el suport de la Comunitat Econòmica dels Estats de l'Àfrica Occidental (ECOWAS). A principis de la dècada de 1980 la indústria bancària a l'Àfrica Occidental estava dominat pels bancs estrangers i estatals. A l'Àfdrica Occidental gairebé no hi havia bancs comercials propis i administrats pel sector privat africà. ETI va ser fundada amb l'objectiu d'omplir aquest buit.
La Federació de Cambres de Comerç d'Àfrica Occidental va promoure i posar en marxa un projecte per a la creació d'una institució bancària privada regional a Àfrica Occidental. El 1984 s'hi va incorporar Ecopromotions S.A. Entre els seus fundadors es van plantejar la llavor capital per als estudis de viabilitat i les activitats de promoció que portaren a la creació de l'ETI.
A l'octubre de 1985, ETI es va constituir amb un capital autoritzat de 100 milions US $. El capital nicial desemborsat de 32 milions US $ va ser aportat per entre més de 1.500 individus i institucions de països d'Àfrica Occidental. El major accionista era el Fons de l'ECOWAS per a la Cooperació, Compensació i Desenvolupament (Fons ECOWAS), el braç de desenvolupament financer de l'ECOWAS. El 1985 es va signar un acord per a l'Oficina Central amb el govern del Togo que va garantir a l'ETI l'estatut d'una organització internacional amb els drets i privilegis necessaris perquè funcionés com una institució regional, incloent l'estatut d'una entitat financera no resident.
ETI té dues filials especialitzades: Ecobank Development Corporation (EDC) i eProcess Internacional (eProcess). EDC es va incorporar amb un ampli mandat per desenvolupar els negocis de banca d'inversió i assessoria d'Ecobank a tots els països on hi opera Ecobank. EDC opera cases de borsa a les 3 borses de valors de l'Àfrica Occidental i ha obtingut llicències per operar en les dues bosses de valors de l'Àfrica central: la Borsa de Douala al Camerun i la Borsa de Libreville a Gabon. El mandat d'eProcess és la gestió de la funció de tecnologia de la informació del Grup per tal de centralitzar en última instància les operacions intermèdies i de back office del Grup per millorar l'eficiència, la qualitat del servei i reduir els costos.|

## Filials
Les empreses filials especialitzades d'Ecobank són les següents:

- EBI SA Groupe Ecobank - París, França
- EBI SA Representative Office - Londres, Regne Unit
- Ecobank Development Corporation (EDC) - Lomé, Togo
- EDC Investment Corporation - Abidjan, Costa d'Ivori
- EDC Investment Corporation - Douala, Camerun
- EDC Securities Limited - Lagos, Nigèria
- EDC Stockbrokers Limited - Accra, Ghana
- Ecobank Asset Management - Abidjan, Costa d'Ivori
- e-Process International SA - Accra, Ghana
- Ecobank Asset Management Company P/L - Harare, Zimbabwe

## L'aliança Ecobank Nedbank
Amb més de 1.500 sucursals en 35 països, l'Aliança Ecobank-Nedbank és la xarxa bancària més gran d'Àfrica. L'aliança es va formar el 2008 entre el Grup Ecobank i el Grup Nedbank, un dels quatre proveïdors de serveis financers més grans de Sud-àfrica, amb una empremta cada vegada més gran de les operacions a través de la Comunitat de Desenvolupament de l'Àfrica Meridional.

## Propietat
Les accions d'Ecobank Transnational Inc., la companyia matriu d' Ecobank, es comercien a les tres borses de valors d'Àfrica Occidental, la Borsa de Ghana (GSE), la Borsa de Nigèria (NSE) i la BRVM borsa de valors d'Abidjan, Costa d'Ivori. Pel desembre de 2015 els deu principals accionistes d'Ecobank Transnational eren:
| Rang | Accionista                                   | Percentatge de participació |
| ---- | -------------------------------------------- | --------------------------- |
| 1    | Nedbank Group Limited                        | 20.7                        |
| 2    | Qatar National Bank                          | 17.4                        |
| 3    | Government Employees Pension Fund            | 13.8                        |
| 4    | IFC Capitalization (Equity) Fund, L.P        | 5.4                         |
| 5    | International Finance Corporation            | 5.2                         |
| 6    | Social Security and National Insurance Trust | 4.0                         |
| 7    | IFC ALAC Holding Company II                  | 2.3                         |
| 8    | JP Morgan Bank Luxemburg                     | 2.0                         |
| 9    | Africa Capitalization Fund Ltd               | 1.5                         |
| 10   | B.I.D.C                                      | 1.0                         |
| 11   | Altres inversors                             | 26.6                        |
|      | Total                                        | 100.0                       |